# Володаровка (Калининградская область)
Володаровка (до 1938 — Йодлаукен (нем. Jodlauken), до 1946 — Швальбенталь (нем. Schwalbental)) — посёлок в Черняховском районе Калининградской области. 

## История
В 1651 году по приказу курфюрста Бранденбурга и герцога Пруссии Фридриха Вильгельма I здесь были организованы охотничье хозяйство, лесничество и лесопилка.
После эпидемии чумы 1709—1711 годов король Пруссии Фридрих Вильгельм I в 1718 году основал на реке Швальбе поселок Йодлаукен и заселил его переселенцами из Зальцбурга и Литвы. В этом же году в Йодлаукене была возведена кирха с деревянной башней. В 1746 году на средства короля Фридриха II кирха была перестроена в камне.
Во время Первой мировой войны бои в районе поселка Йодлаукен в августе 1914 года вели бои части 3-го армейского корпуса русской армии против 17-го армейского корпуса германской армии. Погибшие 6 русских воинов были похоронены на поселковом кладбище, 2 немецких воина — около кирхи. Точное местоположение и границы территории захоронений неизвестны.
Население сельской общины Йодлаукен в 1910 году составляло 368 человек, в 1933 году — 550 человек, в 1939 году — 576 человек. В 1938 году Йодлаукен был переименован в Швальбенталь. В 1930-х годах в поселке существовали почта, аптека, две гостиницы, несколько магазинов, школа, работал врач.
В 1945 году, во время наступления советских войск на Инстербург, через поселок проходила последняя эвакуация населения Инстербурга.
До 2015 года входил в состав Свободненского сельского поселения.

## Население
| 1910 | 1933 | 1939 | 2002 | 2010 |
| ---- | ---- | ---- | ---- | ---- |
| 368  | ↗550 | ↗576 | ↘355 | ↘327 |

## Достопримечательности
- Кирха 1746 года (в руинах). Построена на средства короля Пруссии Фридриха II. Во время войны кирха не пострадала, при советской власти использовалась как склад комбикорма. В наши дни заброшена и не используется. Позади кирхи сохранилось разоренное кладбище.